# Tre terminer
Tre terminer är en roman från 1943 av Fritiof Nilsson Piraten.
Romanen utspelar sig i Lund och bygger på författarens upplevelser från sin studenttid vid Lunds universitet under 1910-talet. I boken förekommer flera kända lundaprofiler från den tiden under andra namn, som till exempel Tom Ancker (i verkligheten Sam Ask) och professor Borén (i verkligheten Johan C.W. Thyrén). Romanen filmatiserades som en miniserie av Sveriges Television 1991.